# Хевел
Компания «Хевел» (от чув. Хӗвел — солнце) российская компания, работающая в отрасли солнечной энергетики, расположена в городе Новочебоксарск, Чувашская Республика.
Построила первый в России завод полного цикла по производству солнечных (фотоэлектрических) модулей и первую солнечную электростанцию промышленного масштаба. Основные направления деятельности: производство фотоэлектрических (солнечных) модулей, проектирование и строительство солнечных электростанций и энергоустановок, научные разработки в сфере солнечной энергетики.

## История
Компания Хевел (совместное предприятие ГК «Ренова» и ОАО «Роснано») основана в 2009 году. Инвестиционное соглашение о создании в России производства солнечных модулей подписано 4 июня 2009 года. Подписи под инвестиционным соглашением по созданию СП в этот день, в ходе работы Петербургского международного экономического форума, поставили гендиректор «Роснано» Анатолий Чубайс и глава компании «Ренова» Виктор Вексельберг.
В 2018 году доля «Роснано» (49%) была продана компании «Реам Менеджмент» Михаила Сиволдаева.

## Структура и руководство
Доля «Реам Менеджмент» в уставном капитале компании — 54 %, ГК «Ренова» владеет 46 % уставного капитала.
Генеральный директор — Санджиева Зоя Олеговна (с 11 января 2022 года). Ранее — Шахрай Игорь Степанович (с сентября 2015 года по 11 января 2022 года), Загородний Евгений Николаевич (с 2009 по 2012 годы), Ахмеров Игорь Раулевич (2012-2015 годы).
В структуру компании входит завод по производству фотоэлектрических модулей в Новочебоксарске (Чувашская Республика). В настоящее время на производстве трудится более 600 специалистов.
Дочерняя компания «Авелар Солар Технолоджи» — девелоперское подразделение компании — занимается проектированием и строительством солнечных электростанций различной мощности и автономных гибридных энергоустановок (АГЭУ).
Также в структуру компании входит Научно-технический центр тонкопленочных технологий в энергетике (Санкт-Петербург) — единственная в России профильная научная организация, занимающаяся исследованиями и разработками в сфере солнечной энергетики.

## Реализованные проекты
С 2014 года компания построила более 1100 МВт сетевой солнечной генерации в республиках Алтай, Башкортостан, Бурятия, Адыгея, Калмыкия, а также в Астраханской, Волгоградской, Оренбургской и Саратовской областях. Общий объём проектов сетевой генерации в России до 2022 года составляет 907,5 МВт, в Республике Казахстан – 238 МВт.
В 2013 году компания реализовала проект первой в России гибридной дизель-солнечной электростанции мощностью 100 кВт в селе Яйлю, Республика Алтай, которая обеспечивает круглосуточное энергоснабжение поселка. В 2017 году была введена в эксплуатацию АГЭУ в Забайкальском крае, в 2019 году - две АГЭУ в Тыве в посёлках Мугур-Аксы и Кызыл-Хая.
| Наименование СЭС     | Установленная мощность (МВт) | Страна/регион           | Год ввода в эксплуатацию |
| -------------------- | ---------------------------- | ----------------------- | ------------------------ |
| Кош-Агачская СЭС     | 5                            | Республика Алтай        | 2014                     |
| Кош-Агачская СЭС-2   | 5                            | Республика Алтай        | 2015                     |
| Усть-Канская СЭС     | 5                            | Республика Алтай        | 2016                     |
| Майминская СЭС       | 25                           | Республика Алтай        | 2017-2019                |
| Онгудайская СЭС      | 5                            | Республика Алтай        | 2017                     |
| Ининская СЭС         | 25                           | Республика Алтай        | 2019                     |
| Усть-Коксинская СЭС  | 40                           | Республика Алтай        | 2019                     |
| Чемальская СЭС       | 10                           | Республика Алтай        | 2020                     |
| СЭС «Нива»           | 15                           | Астраханская область    | 2017                     |
| Фунтовская СЭС       | 60                           | Астраханская область    | 2019                     |
| Ахтубинская СЭС      | 60                           | Астраханская область    | 2019                     |
| Лиманская СЭС        | 30                           | Астраханская область    | 2019                     |
| Бурибаевская СЭС     | 20                           | Республика Башкортостан | 2015-2016                |
| Исянгуловская СЭС    | 9                            | Республика Башкортостан | 2017                     |
| Бурзянская СЭС       | 10                           | Республика Башкортостан | 2020                     |
| Бичурская СЭС        | 10                           | Республика Бурятия      | 2017                     |
| Хоринская СЭС        | 15                           | Республика Бурятия      | 2019                     |
| Переволоцкая СЭС     | 5                            | Оренбургская область    | 2015                     |
| Соль-Илецкая СЭС     | 25                           | Оренбургская область    | 2017                     |
| Чкаловская СЭС       | 30                           | Оренбургская область    | 2019                     |
| Григорьевская СЭС    | 10                           | Оренбургская область    | 2019                     |
| Елшанская СЭС        | 25                           | Оренбургская область    | 2019                     |
| Домбаровская СЭС     | 25                           | Оренбургская область    | 2019                     |
| Малодербетовская СЭС | 15                           | Республика Калмыкия     | 2019                     |
| Яшкульская СЭС       | 33,5                         | Республика Калмыкия     | 2019                     |
| Пугачевская СЭС      | 15                           | Саратовская область     | 2017                     |
| Орлов-Гайская СЭС    | 15                           | Саратовская область     | 2017-2018                |
| Новоузенская СЭС     | 15                           | Саратовская область     | 2018                     |
| Адыгейская СЭС       | 4                            | Республика Адыгея       | 2020                     |
| СЭС Нура             | 100                          | Республика Казахстан    | 2020                     |
| Торейская СЭС        | 45                           | Республика Бурятия      | 2020                     |

## Технология
С 2017 года компания начала выпуск солнечных модулей по собственной гетероструктурной технологии Heterojunction with Intrinsic Thin layer (HIT) с улучшенным примерно до 20% КПД, вместо тонкопленочного производства  фотоэлементов на основе микроморфного кремния.
Гетероструктурная технология является гибридом кристаллической и тонкопленочной технологий производства солнечных элементов. Сейчас солнечные модули «Хевел» по эффективности входят в топ-5 мировых производителей.
С 2018 года компания экспортирует солнечные модули и солнечные ячейки в страны Европы и Азии.
С 2019 года мощность завода была увеличена до 260 МВт и начат серийный выпуск двусторонних солнечных модулей по технологии гетероперехода.
В 2020 году мощность завода увеличена до 340 МВт солнечных панелей в год .